# Уметов, Джумабай
Джумабай Уметов (кирг. Жумабай Үмөтов; 4 мая 1933, Ичке-Джергез, Киргизская АССР — 1995, Бишкек) — киргизский советский художник. Народный художник Киргизской ССР (1979). Лауреат Государственной премии Киргизской ССР им. Токтогула (1980).

## Биография
Уметов Джумабай родился 4 мая 1933 года в селе Ичке-Джергез (ныне Ак-Суйский район Иссык-Кульской области). По словам его мамы, он с детства любил рисовать и при любой возможности рисовал на бумаге, на земле.
После окончания в 1954 году московской средней художественной школы-интерната при институте им. В. И. Сурикова, до 1960 года обучался в Ленинградском высшем мухинском училище, специализация — художественное оформление тканей.
В 1963 году принят в члены Союза художников СССР.

## Творчество
Мастер декоративно-прикладного искусства.
Профессионал высокого класса, Дж. Уметов работал на основе традиционной художественной культуры киргизского народа.
Художник работал в различных техниках народного искусства — ала-кийиз (войлок, которому он отдавал предпочтение, вваливание), чий (тростник, декорированный цветной шерстью). Дж. Уметов органично сочетал повышенный декоративизм цветового решения с реалистическим пониманием пространства.
Главные произведения Дж. Уметова — монументальные панно, не только по размерам, но и по восприятию пространства, цвета и рисунка. Их образная значительность и изысканная красота требуют рассматривания в музейной экспозиции или в обширном современном интерьере. Художник открыл новые формы кыргызского прикладного искусства, вводя в них современные сюжеты и темы. Широко известны его работы в технике войлока — ковры «Джайлоо» (1962), «Охота» (1968), «Танец радости» (1971) и др. В произведениях Уметова сочетание традиционного и современного является результатом творческого отношения к народному искусству.
Кроме декоративно-прикладного искусства Дж. Уметов занимался станковой живописью, писал, преимущественно, натурные пейзажи. Широко известны такие его пейзажи, как «Свежее утро» (1968), «Осенняя тишина» (1975), «Хозяин заоблачных гор» (1969) и др.
Большинство произведений Дж. Уметова находится сейчас в коллекции бишкекского Национального музея искусств им. Гапара Айтиева.

## Награды
- Медаль «В ознаменование 100-летия со дня рождения Владимира Ильича Ленина»
- Золотая медаль Академии художеств СССР
- Золотая медаль ВДНХ СССР
- Грамота Верховного Совета Киргизской ССР
- Государственная премия Киргизской ССР имени Токтогула Сатылганова — за декоративно-прикладные работы «Киргизский мотив», «Джайлоо», «Весеннее настроение» (1980)